# Larissa Iapichino
Larissa Iapichino, född 18 juli 2002, är en italiensk friidrottare som tävlar i längdhopp. Hon är dotter till längdhopparen Fiona May och stavhopparen Gianni Iapichino.

## Karriär
Vid europamästerskapen i friidrott inomhus 2023 tog hon silver i längdhopp.